# Francis Hayman

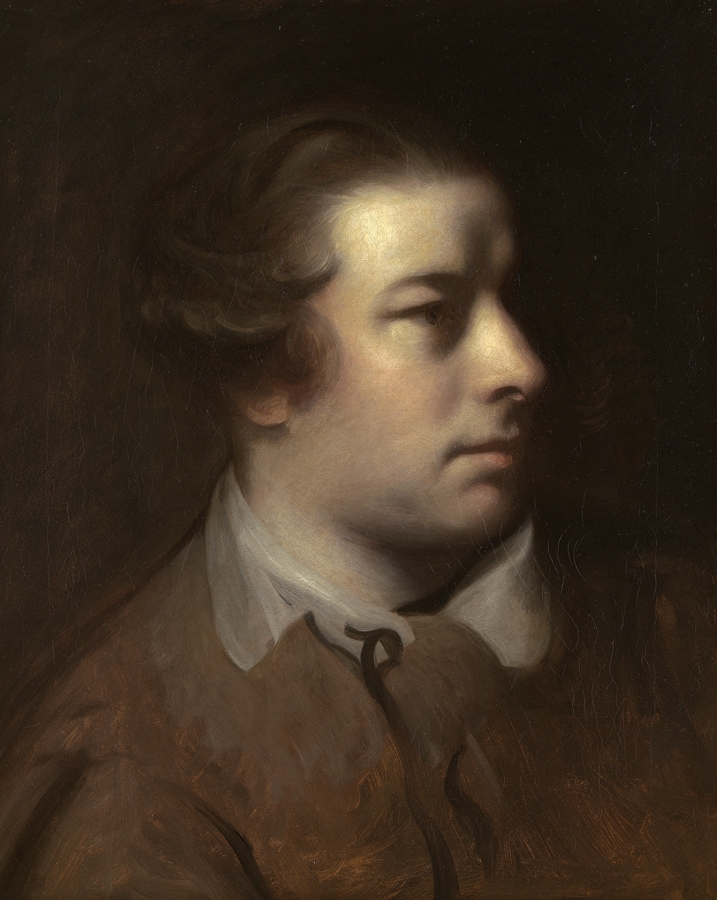
Ein von Sir Joshua Reynolds angefertigtes Porträt von Francis Hayman.

Francis Hayman RA (* 1708 in Exeter; † 2. Februar 1776 in London) war ein englischer Maler und Illustrator. Er zählt zu den Gründungsmitgliedern der Royal Academy of Arts, London.

## Leben
Hayman wurde als Sohn von John Hayman und Jane Browne in Exeter geboren, ging ab 1718 bei seinem Onkel, dem Historienmaler Robert Browne, in die Lehre und schlug sich nach seiner Ausbildung in den 1730er Jahren zunächst als Bühnenmaler am Goodman’s Fields Theatre und Drury Lane Theatre in London durch, wurde dann aber Lehrer für Malerei an der von seinem Freund William Hogarth betriebenen St. Martin’s Lane Academy. Zu seinen Schülern dort zählten Mason Chamberlin, Nathaniel Dance-Holland, Thomas Seton und Lemuel Francis Abbott. Auch hatte er einen nicht unerheblichen Einfluss auf die Malerei von Thomas Gainsborough.

## Werk
Beeinflusst vom französischen Rokoko malte Hayman mit einigen befreundeten Künstlern über 50 Bilder für die „Supper Boxes“ des englischen Vergnügungsparks Vauxhall Gardens, die 1742 fertiggestellt wurden. Daneben etablierte sich der Künstler als passabler Porträtist und Historienmaler. 1746 beteiligte er sich an der Ausschmückung des Londoner Foundling Hospital mit religiösen Gemälden. Zudem arbeitete er mit dem mit ihm befreundeten Landschaftsmaler George Lambert zusammen.

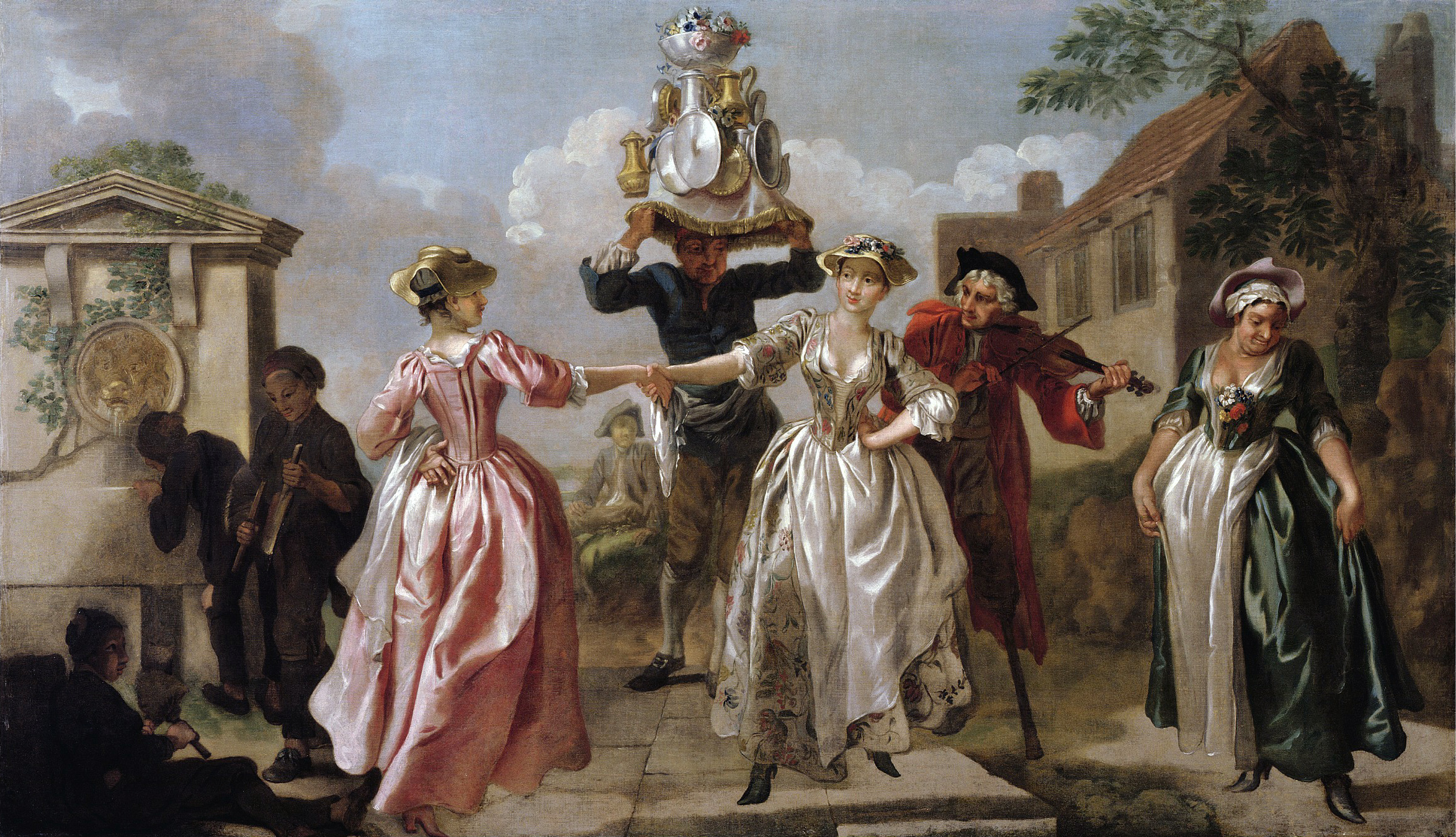
Dancing milkmaids, um 1735, Öl auf Leinwand, 137 × 234 cm (Victoria and Albert Museum)
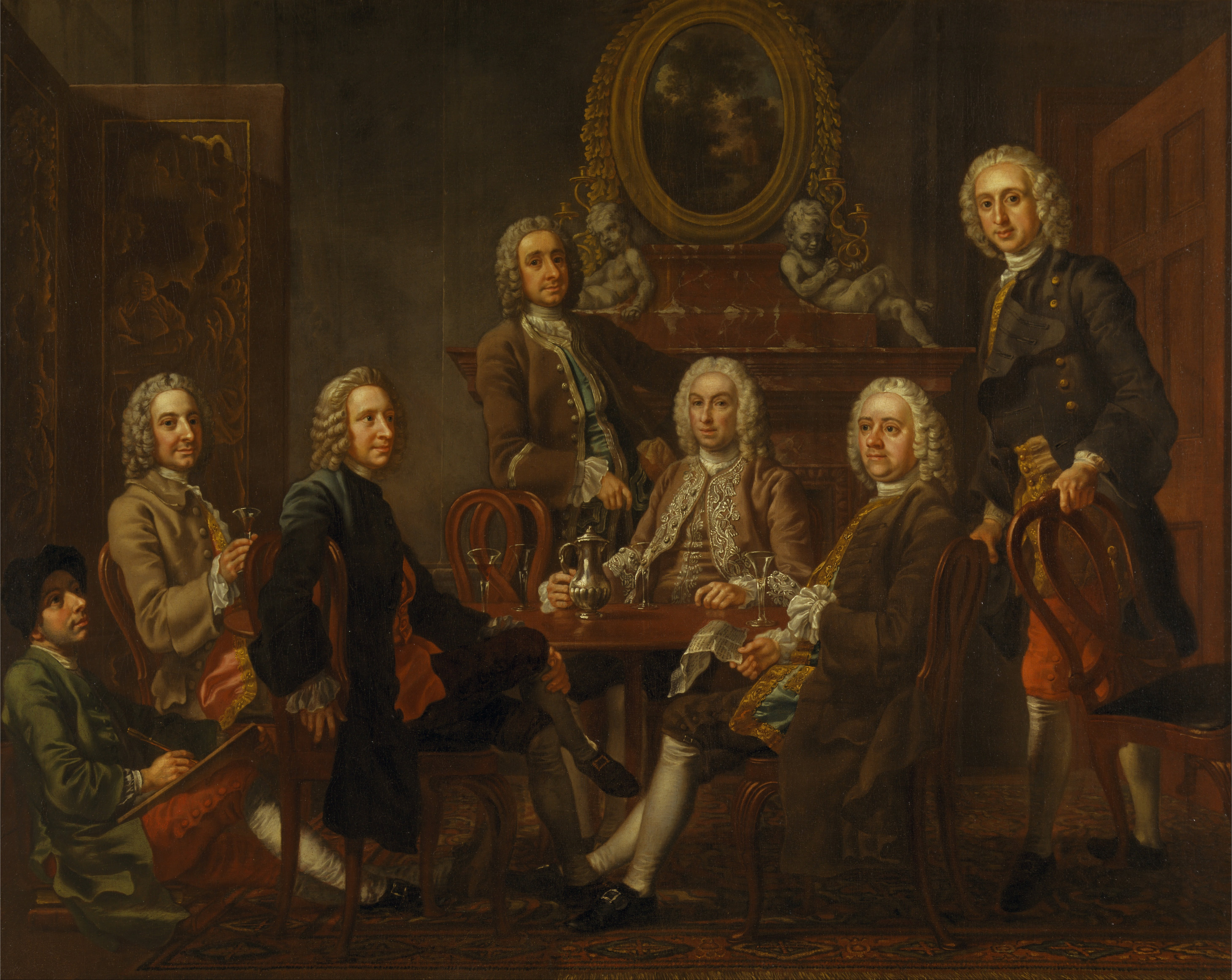
Portrait of a Group of Gentleman, with the Artist, zwischen 1740 und 1745, Öl auf Leinwand, 111,8 x 142,2 cm (Yale Center for British Art)
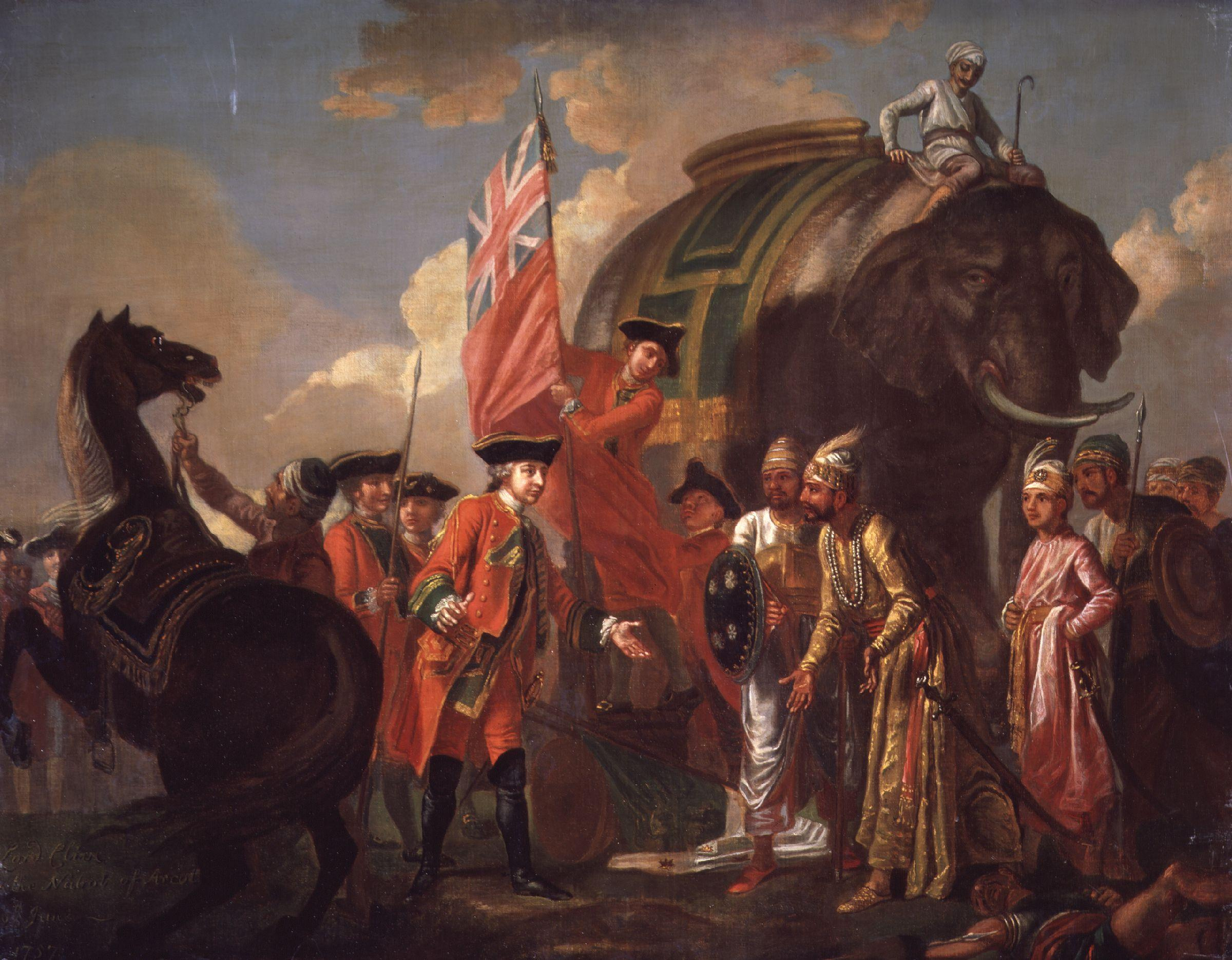
Robert Clive and Mir Jafar after the Battle of Plassey, 1757, zirka 1760, Öl auf Leinwand, 100,3 x 127 cm (National Portrait Gallery)

Als Buchillustrator entwarf Hayman 31 Bilder für die 1744 erschienene Shakespeare-Ausgabe von Sir Thomas Hanmer. Weiterhin illustrierte er 1742 den Roman Pamela von Samuel Richardson, 1749 John Miltons Paradise Lost und 1755 eine Don-Quijote-Übersetzung von Tobias Smollett. Auch porträtierte er einige berühmte Shakespeare-Mimen, darunter 1760 David Garrick als Richard III.
In den 1760er Jahren beauftragte ihn Jonathan Tyers, der Betreiber von Vauxhall Gardens, Historienbilder von den glorreichen britischen Siegen während des Siebenjährigen Krieges zu malen.

## Verschiedenes
Hayman war lange Jahre mit seinen Künstlerkollegen William Hogarth und Hubert-François Gravelot sowie mit dem Schauspieler David Garrick befreundet, mit denen er, der für sein ausschweifendes Leben bekannt war, oft durch die Londoner Kneipenszene tingelte. 1752 heiratete er in zweiter Ehe Susanna Fleetwood, die Witwe eines verstorbenen Freundes. 1759 war Hayman an der Gründung der Londoner Society of Artists beteiligt, einer Vorläuferin der von Joshua Reynolds 1768 ins Leben gerufenen Royal Academy of Arts, deren ehrenamtlicher Bibliothekar Hayman 1770 wird. In seinen letzten Lebensjahren plagt den Künstler vor allem die Gicht.